# Anadiasa undata
Espèce
Anadiasa undata est une espèce de lépidoptères (papillons) appartenant à la famille des Lasiocampidae.
- Répartition : Afrique saharienne.
- Envergure du mâle : de 12 à 15 mm.
- Période de vol : irrégulière en fonction des pluies.

## Source
- P.C. Rougeot, P. Viette, Guide des papillons nocturnes d'Europe et d'Afrique du Nord, Delachaux et Niestlé, Lausanne 1978.